# Le Tintamarre
Pour les articles homonymes, voir Tintamarre (homonymie).
Le Tintamarre est un hebdomadaire satirique français publié entre 1843 et 1899.

## Histoire
Après un premier numéro paru le 19 mars 1843, Le Tintamarre est définitivement lancé le 2 avril suivant par Jules Lovy et Auguste Commerson, respectivement rédacteur en chef et directeur.
Le titre, synonyme familier de « bruit », est choisi pour sa ressemblance avec celui d'une publication précédente de Commerson, Le Tam-Tam. Son sous-titre, « critique de la réclame, satire des puffistes », annonce l'ambition humoristique et impertinente de ses colonnes, où des textes gouailleurs et fantaisistes sur les nouveautés littéraires, artistiques et industrielles du moment côtoient les annonces publicitaires.
La plupart des articles sont signés de noms de plume, Lovy et Commerson se partageant par exemple le pseudonyme ou plutôt l'hétéronyme de « Joseph Citrouillard ».
En 1850, son tirage est de 2 300 exemplaires.

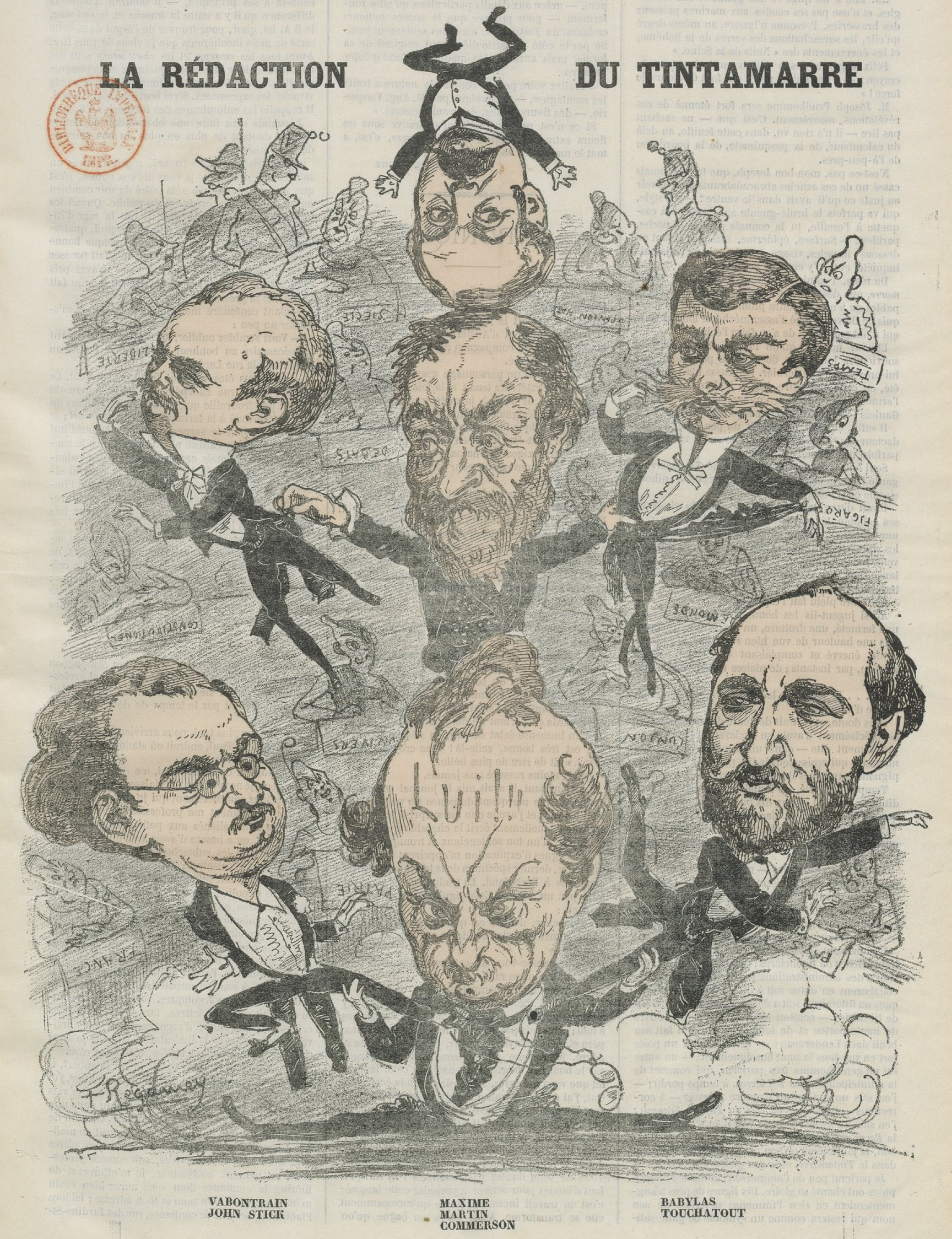
Caricature des principaux rédacteurs du Tintamarre par Félix Régamey (1868).

Copropriétaire du journal avec Commerson depuis 1868, Léon Bienvenu, dit Touchatout, en devient le propriétaire ainsi que le directeur-rédacteur en chef en mars 1872. Commerson ayant rompu avec le Tintamarre, il relance Le Tam-tam (cette série prendra fin en 1918).
Au cours des années 1890, la parution du journal devient discontinue puis cesse définitivement le 31 décembre 1899, après cinquante neuf années de parution, et 2672 numéros parus.
Malgré la rareté de ses dessins humoristiques, le Tintamarre est considéré par l'historien Bertrand Joly comme « l'ancêtre le plus direct du Canard enchaîné ».

## Collaborateurs notables
- Théodore de Banville (Francis Lambert)[9]
- Amable Bapaume (Henri Normand)[9]
- Alfred Barbou (Brévannes)[10]
- Charles Baudelaire (Marc-Aurèle)[11]
- Léon Bienvenu (Touchatout)[6]
- Gaston Bing (Bengali)[12]
- Hippolyte Briollet[9]
- Amand Chemin (d) (Armand Menich)[13]
- E. Chomet (Grandgousier)[12]
- Auguste Commerson[2]
- Alfred Delilia[14]
- Auguste Deslinières (Beausapin)[15]
- Charles Desmarets (Chapelou)[12]
- Raoul Fauvel[10]
- Jules Jouy[16]
- Alphonse Lafitte[17]
- Pierre-Charles Lamarle (Paul Faulquemont)[18]
- Charles-Théodore Leroy[10]
- Jules Lovy[2] (Eugène Desmares[19], Théodore Langlois[20], Léonidas Prudhomme, Jérôme Soldièze[21])
- Georges Maillard[22]
- Edmond Martin[5]
- Maurice Millot (Orphée)[12]
- Alfred Paulon (Cabrion)[12]
- Léon Pujol (d) (Tantinet[23], Léon Laforêt)
- G. Rémi (Gargantua)[12]
- Jules Rohaut, dit Jules Dementhe (John Stick[5], Jean Lhuillier)
- Léon Rossignol[18]
- Auguste Roussel, de Méry[24]
- Edmond Thion[18]
- Salvador Tuffet (Georges Procope)[9]
- Eugène Vachette (Eugène Chavette)[25]
- Auguste Vitu (Joseph d'Estienne)[9]
- Guillaume Walther (d), dit Jehan Valter (Docteur Vabontrain)[26]